# Houstonia greenei
Houstonia greenei là một loài thực vật có hoa trong họ Thiến thảo. Loài này được (A.Gray) Terrell mô tả khoa học đầu tiên năm 1985.